# Shinji Kobayashi
Shinji Kobayashi (japanisch 小林 伸二 Kobayashi Shinji; * 24. August 1960 in der Präfektur Nagasaki) ist ein ehemaliger japanischer Fußballspieler und -trainer.

## Karriere
Kobayashi erlernte das Fußballspielen in der Schulmannschaft der Shimabara Commercial High School und der Universitätsmannschaft der Osaka University of Commerce. Seinen ersten Vertrag unterschrieb er 1983 bei den Mazda. 1987 erreichte er das Finale des Kaiserpokal. Für den Verein absolvierte er 40 Erstligaspiele. Ende 1992 beendete er seine Karriere als Fußballspieler.

## Erfolge
Mazda
- Kaiserpokal

Finalist: 1987